# Uwe Barwig
Uwe Barwig es un deportista alemán que compitió para la RFA en remo. Ganó una medalla de bronce en el Campeonato Mundial de Remo de 1974, en la prueba de ocho con timonel ligero.

## Palmarés internacional
| Campeonato Mundial | Campeonato Mundial | Campeonato Mundial | Campeonato Mundial      |
| Año                | Lugar              | Medalla            | Prueba                  |
| ------------------ | ------------------ | ------------------ | ----------------------- |
| 1974               | Lucerna (Suiza)    | Medalla de bronce  | Ocho con timonel ligero |